# Старослов'янізм
Старослов'яні́зм, у множині старослов'яні́зми — лексичні, фонетичні, фразеологічні запозичення зі старослов'янської мови. Старослов'янізми, головним чином, поширені у слов'янських мовах, які зазнали впливу старослов'янської. Передусім йдеться про такі мови, як російська та болгарська. Щодо української мови, то старослов'янізми були досить поширені в давній українській літературній мові. У сучасній же українській літературній мові вони менш поширені, і вживають їх переважно зі стилістичною метою.

## Характерні ознаки старослов'янізмів
Старослов'янізми мають характерні ознаки, що відрізняють їх від інших слів. Це, як правило, специфічні сполуки звуків, префікси, суфікси тощо.
- Сполуки -ра-, -ре-, -ла-, -ле- між приголосними в коренях слів або у префіксах: благо, блаженство, область, храм;
- Початкові сполуки -ра-, -ла-: раб, рабство;
- Сполука -жд-: страждати, нужда;
- Щ у прикметниках на зразок підходящий, сущий тощо.

## Старослов'янізми в українській мові
В українській мові старослов'янізми поширені менше, ніж, скажімо, у російській . Це пов'язано з тим, що українська мова на відміну від російської розвивалася на народнорозмовній основі. Як приклад можна навести такі старослов'янізми: благодать, священик, страждати, учитель. Старослов'янізми в українській мові найчастіше вживають зі стилістичною метою.

## Старослов'янізми в художній літературі
Старослов'янізми в українській мові найчастіше вживають з певною стилістичною метою в художній літературі.
Порівняйте старослов'янізм, ужитий зачинателем нової української літератури Котляревським, у таких рядках: «Де общеє добро в упадку, Забудь отця, забудь і матку, Лети повинность ісправлять».

Використання зі стилістичною метою старослов'янізмів дає змогу увиразнити текст, зробити його урочистим, піднесеним. Вони, зокрема, слугують засобом сатири.
Старослов'янізми досить часто використовував у своїй творчості класик української літератури Тарас Шевченко. Яскравий приклад — початок поеми «Марія»:
| Все упованіє моє На тебе, мій пресвітлий раю, На милосердіє твоє, Все упованіє моє На тебе, мати, возлагаю. Святая сило всіх святих, Пренепорочная, благая! Молюся, плачу і ридаю: Воззри, пречистая, на їх, Отих окрадених, сліпих Невольників. |